# Linnea Leino
Linnea Leino (* 17. Februar 1994 in Finnland) ist eine finnische Schauspielerin.

## Biografie
Linnea Leino wurde am 17. Februar 1994 in Finnland geboren. Sie besuchte die Helsingin ranskalais-suomalainen koulu. Danach studierte sie an der Universität Tampere. Anschließend setzte sie ihr Studium an der Lahden kansanopisto fort.
Ihr Debüt gab sie 2017 in der Fernsehserie  Nörtti: DragonSlayer666. Von 2019 bis 2022 spielte Leino in der Serie Aikuiset mit. 2022 bekam sie in dem Film Girls Girls Girls die Hauptrolle. Zudem erhielt Leino den Jussi-Preis 2023. 2023 wird sie in dem Film Lapua 1976 zu sehen sein.

## Filmografie (Auswahl)
Filme
- 2021: Peruna
- 2022: Girls Girls Girls
- 2022: Punttikomedia
- 2023: Lapua 1976

Serien
- 2017–2019: Nörtti: DragonSlayer666
- 2019–2022: Aikuiset
- 2020: Putous
- 2021: Pahan väri
- 2022: Sininen enkeli
- 2022: Exit
- 2022: Rakkaat lapset